# 佐藤オオキ
佐藤 オオキ（さとう オオキ、1977年12月24日 - ）は、日本のデザイナー、建築家である。デザインオフィス 「nendo」（ネンド）代表。本名：佐藤 大 （さとう おおき）。東京2020オリンピックの聖火台デザインを担当。現在は2024年運行予定のフランス高速鉄道TGVのデザインを手掛けている。

## 経歴
父親の仕事の関係により、カナダのトロントで生まれる。東京学芸大学附属大泉中学校、早稲田大学高等学院、早稲田大学理工学部建築学科卒業。
2002年、早稲田大学大学院理工学研究科建築学専攻修了と同時に、デザインオフィス「nendo」（ネンド）を設立。2006年にはNewsweek誌「世界が尊敬する日本人100人」に、2007年にはnendoが同誌「世界が注目する中小企業100社」にそれぞれ選出された。2012年、イギリスのライフスタイル雑誌「Wallpaper」、イタリアのデザイン誌「Elle Deco International Design Award」にて、「デザイナー・オブ・ザ・イヤー」を最年少で受賞。2013年、北欧最大のデザインの見本市「Stockholm international furniture fair」、トロントの「Interior Design Show」にて「Guest of honor」に選出される。2015年、欧州最大のデザインの見本市「メゾン・エ・オブジェ・パリ」（Maison & Objet Paris）にて「デザイナー・オブ・ザ・イヤー」受賞。2021年、東京2020オリンピックの聖火台のデザインを手掛ける。

## 作品
- ミラノ国際博覧会 日本館「Cool Japan Design Garelly」
- 「Siam Discovery」…バンコクの大型商業施設
- エース「Proteca」
- THREE…コスメブランド
- ロッテ「ACUO」
- IHI コーポレイトブランディング
- バカラ「アルクール アイス」
- ルイ・ヴィトン「surface」…照明器具
- ローソン PB商品パッケージデザイン他[3]
- 東京2020オリンピック・パラリンピック 聖火台
- ハンズ（旧東急ハンズ）新ロゴ[4]

このほか、三宅一生とのコラボレーションによる「cabbage chair」、ロンドンのサーチ・ギャラリーで発表された「Thin Black Lines」などがある。

## 出演

### テレビ
- オデッサの階段（2012年10月11日、フジテレビ）
- プロフェッショナル 仕事の流儀（2013年11月25日、NHK総合テレビ）
- デザイナー佐藤オオキが行く「1本の腕時計を探す旅」パリ〜ジュネーブ（2014年4月27日、BSフジ）
- SWITCHインタビュー 達人達（2015年3月7日、NHK Eテレ） - 漫画家・松井優征との対談
- アナザースカイ（2015年11月6日、2018年2月16日、2025年7月26日[5]、日本テレビ）
- 課外授業 ようこそ先輩（2015年12月11日、NHK Eテレ）
- TRAVEL LOVERS（2016年5月21日、日本テレビ）

### ラジオ
- CREADIO（2014年4月6日 - 2017年3月26日、2020年4月4日 - 21年9月24日J-WAVE）
- LAUGH SKETCH（2017年4月1日 - 2018年3月25日、J-WAVE）
- RAIZIN SMART SWITCH（2018年11月1日 - 、J-WAVE、毎週月曜日 ‐ 木曜日21:45 ‐ 21:55、『SONAR MUSIC』内包番組）

## 著書
- nendo ghost stories（ADP、2010年、ISBN 978-4-903348-15-5）
- nendo ghost shadows（ADP、2013年、ISBN 978-4-903348-37-7）
- ネンドノカンド -脱力デザイン論-（小学館、2012年、ISBN 978-4-09-346089-7）
- ウラからのぞけばオモテが見える]（日経BP社、2013年、ISBN 978-4-8222-6485-7）
- 雑誌Pen（まるごと一冊nendo特集）2013年 11/1号 [完全保存版 nendo]（阪急コミュニケーションズ、2013年、ASIN B00FFDLG5A）
- nendo:in the box（ADP、2014年、ISBN 978-4-903348-41-4）
- Hidden-Unveiling Japanese Design 日本のデザイン2014@シンガポール（ADP、2014年、ISBN 978-4-903348-43-8）
- 問題解決ラボ-「あったらいいな」をかたちにする「ひらめき」の技術（ダイヤモンド社、2015年、ISBN 978-4-478-02892-6）
- 400のプロジェクトを同時に進める 佐藤オオキのスピード仕事術（幻冬舎、2016年、ISBN 978-4-344-02890-6）
- ひらめき教室 「弱者」のための仕事論 (集英社、2016年、ISBN 978-4-087-20827-6)（漫画家・松井優征との共著）

## 作品集
- Nendo（Daab、2008年、ISBN 978-3866540682）
- カミネンド 1（ADP、2010年、ISBN 978-4903348162）
- カミネンド 2（ADP、2010年、ISBN 978-4903348193）
- カミネンド 3（ADP、2010年、ISBN 978-4903348186）
- カミネンド 4（ADP、2010年、ISBN 978-4903348193）
- カミネンド 5（ADP、2011年、ISBN 978-4903348261）
- Nendo: 10/10（Gestalten、2013年、ISBN 978-3899554700）